# عامره
عامره (به عربی: العامرة) یک شهرداری در الجزایر است که در استان عین الدفلی واقع شده‌است.